# Seznam jezer v Chile
Jezera v Chile (španělsky jezero – lago). Tabulka obsahuje přehled všech přírodních jezer v Chile s plochou přes 100 km² (bez přehrad v Chile) a vybraná menší jezera.

## Tabulka největších jezer
| Pořadí | Jezero           | Rozloha (km²) | Nadmořská výška (m) | Region                          |
| ------ | ---------------- | ------------- | ------------------- | ------------------------------- |
| 1.     | General Carrera  | 970           | 215                 | Aysén                           |
| 2.     | Llanquihue       | 860           | 51                  | Los Lagos                       |
| 3.     | O'Higgins        | 529           | 250                 | Magallanes a Chilská Antarktida |
| 4.     | Ranco            | 442           | 70                  | Los Ríos                        |
| 5.     | Presidente Ríos  | 352           | ?                   | Aysén                           |
| 6.     | Greve            | 240           | 150                 | Magallanes a Chilská Antarktida |
| 7.     | Rupanco          | 223           | ?                   | Los Lagos                       |
| 8.     | Del Toro         | 202           | 50                  | Magallanes a Chilská Antarktida |
| 9.     | Todos los Santos | 178,5         | 189                 | Los Lagos                       |
| 10.    | Villarrica       | 176           | 230                 | Araukánie                       |
| 11.    | Cochrane         | 175,25        | 153                 | Aysén                           |
| 12.    | Puyehue          | 156           | 212                 | Los Lagos, Los Ríos             |
| 13.    | Laja             | 128,1         | 1360                | Bío-Bío                         |
| 14.    | San Rafael       | 123           | ?                   | Aysén                           |
| 15.    | Calafquén        | 120,6         | 209                 | Araukánie, Los Ríos             |
| 16.    | Panguipulli      | 116           | 130                 | Los Ríos                        |
| 17.    | Yelcho           | 110           | ?                   | Los Lagos                       |
| #      | Cami             | 39            | 140                 | Magallanes a Chilská Antarktida |